# Saattut
Saattut (zastarale Sâtut, Sãtut, Sàtut nebo Sâgtut) je osada v kraji Avannaata na stejnojmenném ostrově v Grónsku. V roce 2017 tu žilo 234 obyvatel.

## Doprava
Z místního heliportu je možné letět do Ikerasaku a Uummannaqu. Lety provozuje Air Greenland.
Místní obyvatelé používají také k dopravě saně se psím spřežením, protože neexistují žádné silnice mimo město. V Saattutu se nachází také půjčovna tažných psů. V půjčovně je možné si zapůjčit asi 500 tažných psů, především grónských psů, huskyů a kanadských eskymáckých psů.

## Počet obyvatel
Počet obyvatel do roku 2001 stoupal, od té doby klesal, od roku 2009 však opětovně stoupá (podobně jako počet obyvatel Nuugaatsiaqu).